# 北九州ジャンクション
北九州ジャンクション（きたきゅうしゅうジャンクション）は、福岡県北九州市小倉南区大字堀越にある九州自動車道と東九州自動車道が接続するジャンクションである。東九州自動車道の起点である。建設当時の仮称は小倉ジャンクション。
建設にあたっては九州道の改良が行われ、ジャンクション内には九州道の旧道の高架橋が残存する。

## 歴史
- 2006年（平成18年）2月26日：東九州自動車道・北九州JCT - 苅田北九州空港IC間開通に伴い、供用開始[1]。

## 接続する道路
- E3 九州自動車道
- E10 東九州自動車道

## 隣
E3 九州自動車道
(2) 小倉東IC - (2-1) 北九州JCT - (3) 小倉南IC
E10 東九州自動車道
(2-1) 北九州JCT - (1) 苅田北九州空港IC